# یواس‌اس اس-۳۲ (اس‌اس-۱۳۷)
یواس‌اس اس-۳۲ (اس‌اس-۱۳۷) (به انگلیسی: USS S-32 (SS-137)) یک زیردریایی بود که طول آن ۲۱۹ فوت ۳ اینچ (۶۶٫۸۳ متر) بود. این زیردریایی در سال ۱۹۱۹ ساخته شد.